# Epitheca
Epitheca là một chi chuồn chuồn trong họ Corduliidae. Chúng thường được biết đến với tên Baskettails.

## Các loài
Chi này chứa các loài sau:
- Epitheca bimaculata (Charpentier, 1825) – Eurasian Baskettail
- Epitheca canis (McLachlan, 1886) – Beaverpond Baskettail
- Epitheca costalis (Selys, 1871) – Slender Baskettail or Stripe-winged Baskettail
- Epitheca cynosura (Say, 1840) – Common Baskettail
- Epitheca marginata (Selys, 1883)
- Epitheca petechialis (Muttkowski, 1911) – Dot-winged Baskettail
- Epitheca princeps Hagen, 1861 – Prince Baskettail
- Epitheca semiaquea (Burmeister, 1839) – Mantled Baskettail
- Epitheca sepia (Gloyd, 1933) – Sepia Baskettail
- Epitheca spinigera (Selys, 1871) – Spiny Baskettail
- Epitheca spinosa (Hagen in Selys, 1878) – Robust Baskettail
- Epitheca stella (Williamson in Muttkowski, 1911) – Florida Baskettail

## Hình ảnh

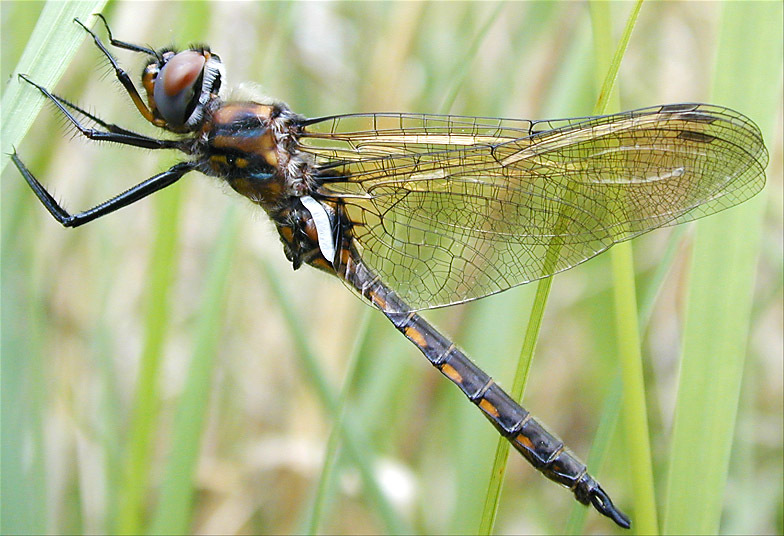
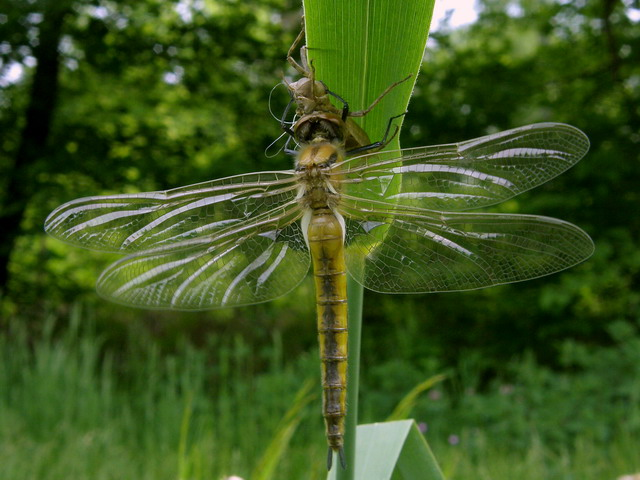
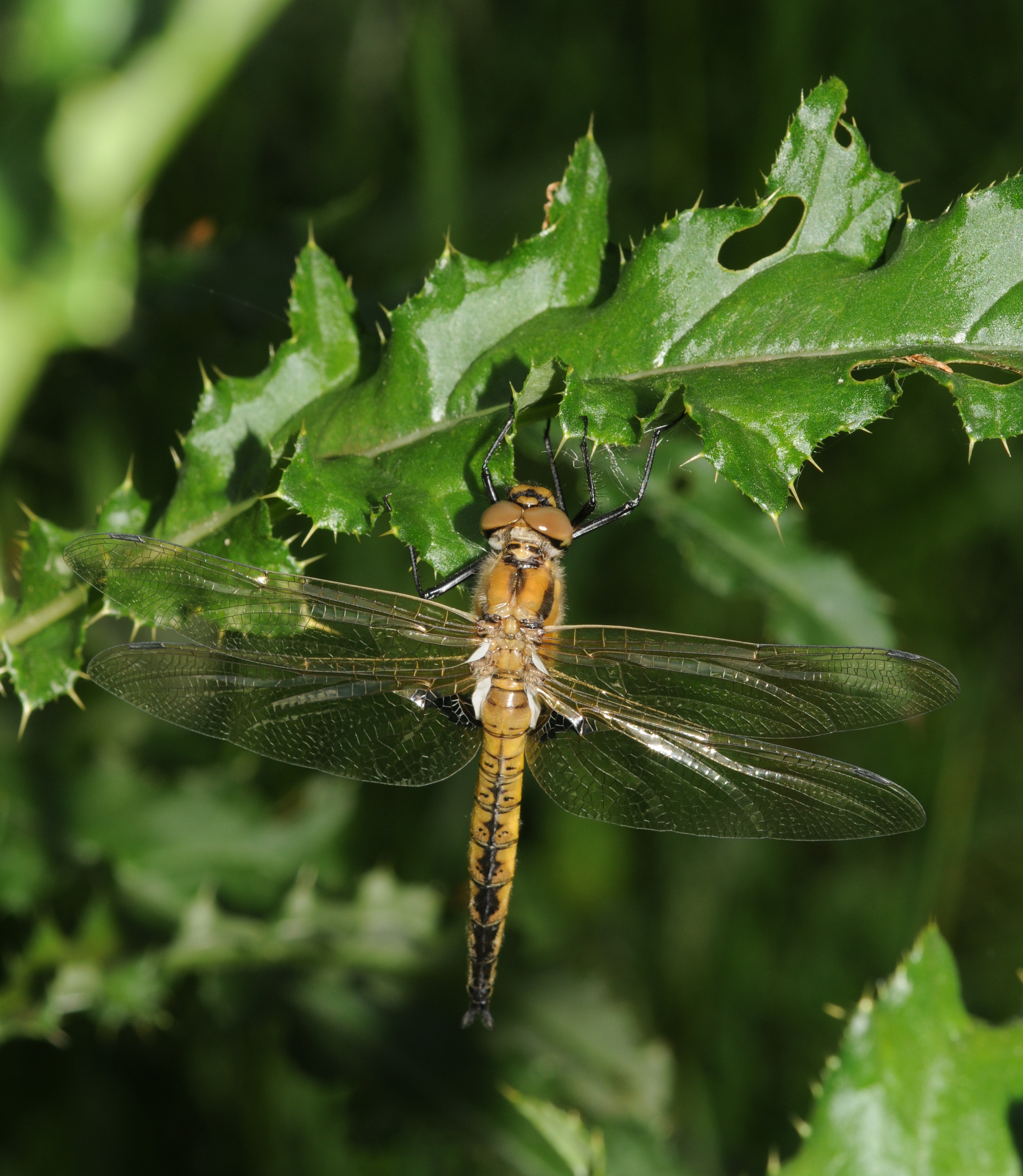